# Лхюнцзе
28°24′40″ пн. ш. 92°27′47″ сх. д. / 28.4112° пн. ш. 92.463° сх. д.
Лхюнцзе (кит. 隆子县, пін. Lóngzi Xiàn, трансліт. Lhünzê) — один із повітів КНР у складі префектури Шаньнань, Тибетський автономний район. Адміністративний центр — містечко Лхюнцзе.

## Географія
Лхюнцзе розташовується у межах Тибетського плато (регіон У-Цанг), у середньому лежить на висоті близько 3870 метрів над рівнем моря (перепад висот у діапазоні від 3000 до 6000 метрів над рівнем моря). 

### Клімат
Повіт лежить у зоні так званої «гірської тундри», котра характеризується кліматом арктичних пустель. Найтепліший місяць — липень із середньою температурою 13,7 °C. Найхолодніший місяць — січень, із середньою температурою -4 °С.
| Клімат повіту Лхюнцзе                              | Клімат повіту Лхюнцзе | Клімат повіту Лхюнцзе | Клімат повіту Лхюнцзе | Клімат повіту Лхюнцзе | Клімат повіту Лхюнцзе | Клімат повіту Лхюнцзе | Клімат повіту Лхюнцзе | Клімат повіту Лхюнцзе | Клімат повіту Лхюнцзе | Клімат повіту Лхюнцзе | Клімат повіту Лхюнцзе | Клімат повіту Лхюнцзе | Клімат повіту Лхюнцзе |
| Показник                                           | Січ.                  | Лют.                  | Бер.                  | Квіт.                 | Трав.                 | Черв.                 | Лип.                  | Серп.                 | Вер.                  | Жовт.                 | Лист.                 | Груд.                 | Рік                   |
| Середній максимум, °C                              | 7,6                   | 9,1                   | 11,8                  | 14,4                  | 17,9                  | 21,2                  | 20,6                  | 20,1                  | 19,3                  | 16                    | 12,3                  | 9,4                   | 15                    |
| Середня температура, °C                            | −4                    | −1,5                  | 2,1                   | 5,5                   | 9,8                   | 13,6                  | 13,7                  | 13,1                  | 11,7                  | 6,8                   | 0,9                   | −2,7                  | 5,8                   |
| Середній мінімум, °C                               | −13,2                 | −10,6                 | −6,5                  | −2,2                  | 2,9                   | 7,6                   | 8,9                   | 8,3                   | 6,2                   | −0,9                  | −8                    | −11,2                 | −1,6                  |
| Норма опадів, мм                                   | 0.5                   | 0.7                   | 2                     | 9.9                   | 17.6                  | 43.8                  | 92.7                  | 77.8                  | 36.8                  | 8.9                   | 1.7                   | 1.3                   | 293.7                 |
| Вологість повітря, %                               | 47                    | 47                    | 48                    | 51                    | 53                    | 57                    | 65                    | 66                    | 62                    | 55                    | 51                    | 50                    | 54                    |
| -------------------------------------------------- | --------------------- | --------------------- | --------------------- | --------------------- | --------------------- | --------------------- | --------------------- | --------------------- | --------------------- | --------------------- | --------------------- | --------------------- | --------------------- |
| Джерело: Дані метеостанції №55696 (КНР, 1991-2020) |                       |                       |                       |                       |                       |                       |                       |                       |                       |                       |                       |                       |                       |